# Microcorycia
Die Microcorycia sind eine Gattung einzelliger, beschalter Amöben mit 11 Arten. Sie gehören zur Gruppe der Arcellina.

## Merkmale
Vertreter der Microcorycia sind meist kleiner als 100 Mikrometer. Die schüsselförmigen, braunen Gehäuse bestehen aus einer nachgiebigen Membran, in die kleine, mineralische Partikel oder Debris (Biologie) eingebunden sind. Das obere, mundabgewandte Ende der Gehäuse ist kuppelförmig, gelegentlich konzentrisch gerieft oder mit kleinen, hornartigen Fortsätzen versehen. Im Randbereich bilden die Gehäuse häutige Fortsätze.
Die Scheinfüßchen sind Lobopodien, die durch Öffnungen des Gehäuses ausgestreckt werden. Das Ektoplasma ist blass, das Endoplasma körnig, gelblich bis rötlich, einige Arten weisen 2 bis 5 Mikrometer große Glykogenkügelchen auf. Der Zellkern gehört zum ovularen Typ, enthält also viele Kernkörperchen. Die Encystierung geschieht außerhalb des Gehäuses.

## Ökologie
Microcorycia sind Pflanzenfresser, sie leben in trockenen Moosen.

## Systematik
Die Gattung wurde 1911 durch Cockerell erstbeschrieben, Typusart ist die 1866 von Richard Greeff als Amphizonella flava erstbeschriebene Microcorycia flava. 1934 diente die Gattung de Saedelaaer als namensgebend für die Familie Microcoryciidae.
Die Gattung umfasst elf Arten, darunter:
- Microcorycia flava
- Microcorycia bryophila
- Microcorycia husvikensis
- Microcorycia radiata
- Microcorycia scutella

## Nachweise
1. 1 2 3 4  Ralf Meisterfeld: Arcellinida, In: John J. Lee, G. F. Leedale, P. Bradbury (Hrsg.): An Illustrated Guide to the Protozoa. Band 2. Allen, Lawrence 2000, ISBN 1-891276-23-9, S. 827–860 (englisch).